# Takao (lớp tàu tuần dương)
Lớp tàu tuần dương Takao (tiếng Nhật: 高雄型巡洋艦, Takao-gata junyōkan) là một lớp bao gồm bốn tàu tuần dương hạng nặng của Hải quân Đế quốc Nhật Bản được hạ thủy trong những năm 1930 và 1931. Chúng được sử dụng rộng rãi trong Chiến tranh Thế giới thứ hai trong nhiều chiến dịch khác nhau, và tất cả hầu như bị đánh chìm hoặc vô hiệu hóa sau trận chiến vịnh Leyte.

## Mô tả

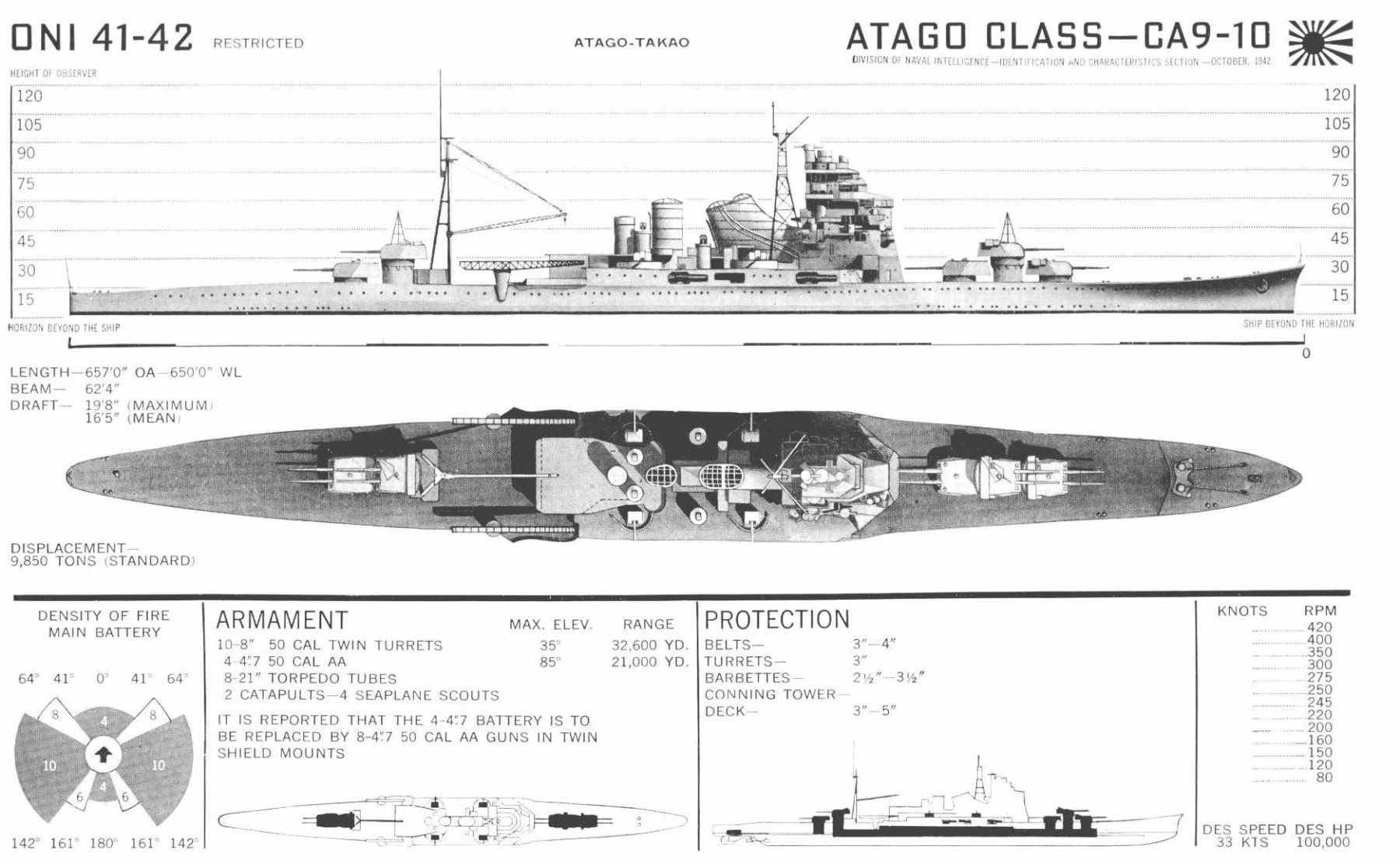
Bản vẽ của Cơ quan Tình báo Hải quân Mỹ về chiếc Takao và Atago

Thiết kế của chúng là sự tiến hóa từ lớp tàu tuần dương hạng nặng Myōkō trước đó, với trang bị ngư lôi mạnh hơn và một tháp chỉ huy lớn hơn, khiến chúng trông giống một thiết giáp hạm hơn là một tàu tuần dương.
Dàn pháo chính của chúng bao gồm mười khẩu 203 mm (8 inch) được bố trí trên 5 tháp pháo 2 nòng cùng mười sáu ống phóng ngư lôi 610 mm (24 inch), nhiều hơn so với những chiếc thuộc lớp Myōkō hay Mogami), vốn chỉ được trang bị 12 ống phóng ngư lôi cùng loại. Điều này khiến cho những chiếc tàu tuần dương lớp Takao trở thành một những tàu tuần dương được vũ trang mạnh nhất của Hải quân Đế quốc Nhật Bản. Khiếm khuyết của chúng là tháp chỉ huy có kích thước lớn nên khiến mũi tàu hay bị chúc xuống và tháp pháo số 3 có góc bắn khá kém. Hai vấn đề này được khắc phục trong thiết kế của lớp tiếp theo, lớp Mogami.

## Những chiếc trong lớp
| Tàu           | Đặt lườn            | Hạ thủy             | Hoạt động           | Số phận                                                    |
| Takao (高雄)  | 28 tháng 4 năm 1927 | 12 tháng 5 năm 1930 | 31 tháng 5 năm 1932 | Bị đánh chìm tháng 8 năm 1945                              |
| Atago (愛宕)  | 28 tháng 4 năm 1927 | 16 tháng 6 năm 1930 | 30 tháng 3 năm 1932 | Bị đánh chìm 23 tháng 10 năm 1944 bởi tàu ngầm USS Darter  |
| Maya (摩耶)   | 4 tháng 12 năm 1928 | 8 tháng 11 năm 1930 | 30 tháng 6 năm 1932 | Bị đánh chìm 23 tháng 10 năm 1944 bởi tàu ngầm USS Dace    |
| Chōkai (鳥海) | 5 tháng 4 năm 1931  | 30 tháng 6 năm 1932 | 1932                | Bị đánh đắm 25 tháng 10 năm 1944 bởi tàu khu trục Fujinami |

### Sách
- D'Albas, Andrieu (1965). Death of a Navy: Japanese Naval Action in World War II. Devin-Adair Pub. ISBN 0-8159-5302-X.
- Dull, Paul S. (1978). A Battle History of the Imperial Japanese Navy, 1941-1945. Naval Institute Press. ISBN 0-87021-097-1.
- Lacroix, Eric (1997). Japanese Cruisers of the Pacific War. Linton Wells. Naval Institute Press. ISBN 0-87021-311-3.